# Pierre Vandini
Pierre Vandini, né le 20 septembre 1915 à Antibes et mort le 11 juin 1999 à Tende, est un footballeur français.

## Carrière
Pierre Vandini est un joueur de football évoluant au poste de gardien de but. Il fait ses débuts au FC Antibes, le club de sa ville natale qui évolue en première division du championnat de France, où il dispute au moins un match lors de la saison 1934-1935. 
En 1935, il est transféré à l'AS Cannes, autre club de première division où il devient professionnel et reste titulaire pendant trois à quatre saisons, et dispute au moins 94 matchs de championnat. Il est présenté alors comme un des meilleurs gardiens de but du championnat, robuste et adroit.
En 1939, il signe à l'Olympique de Marseille. Les événements de l’été 1939 et la déclaration de guerre suspendent le déroulement du championnat. Un championnat de France interrégional, divisé en deux groupes géographiques, est mise en place par la Fédération. Les Marseillais se qualifient pour la finale de la Coupe de France, mais le titulaire ce jour-là est le jeune Jacques Delachet. Vandini est prisonnier de guerre pendant les années suivantes. Libéré et revenu à Marseille en 1944, il tente de reprendre le fil de sa carrière. En 1945-1946, il fait son retour à l'AS Cannes. La saison suivante, il signe à Antibes. Il joue quelques matchs mais semble rentrer à Cannes dès la fin du mois d'octobre.
En 1949 et par la suite, il est nommé dans la presse parmi les dirigeants du club amateur niçois de Montet-Bornala. Son fils Christian Vandini, né en 1949 à Nice, fera à son tour une brève carrière de footballeur professionnel, à l'OGC Nice, entre 1970 et 1973.